# Lingua sechelt

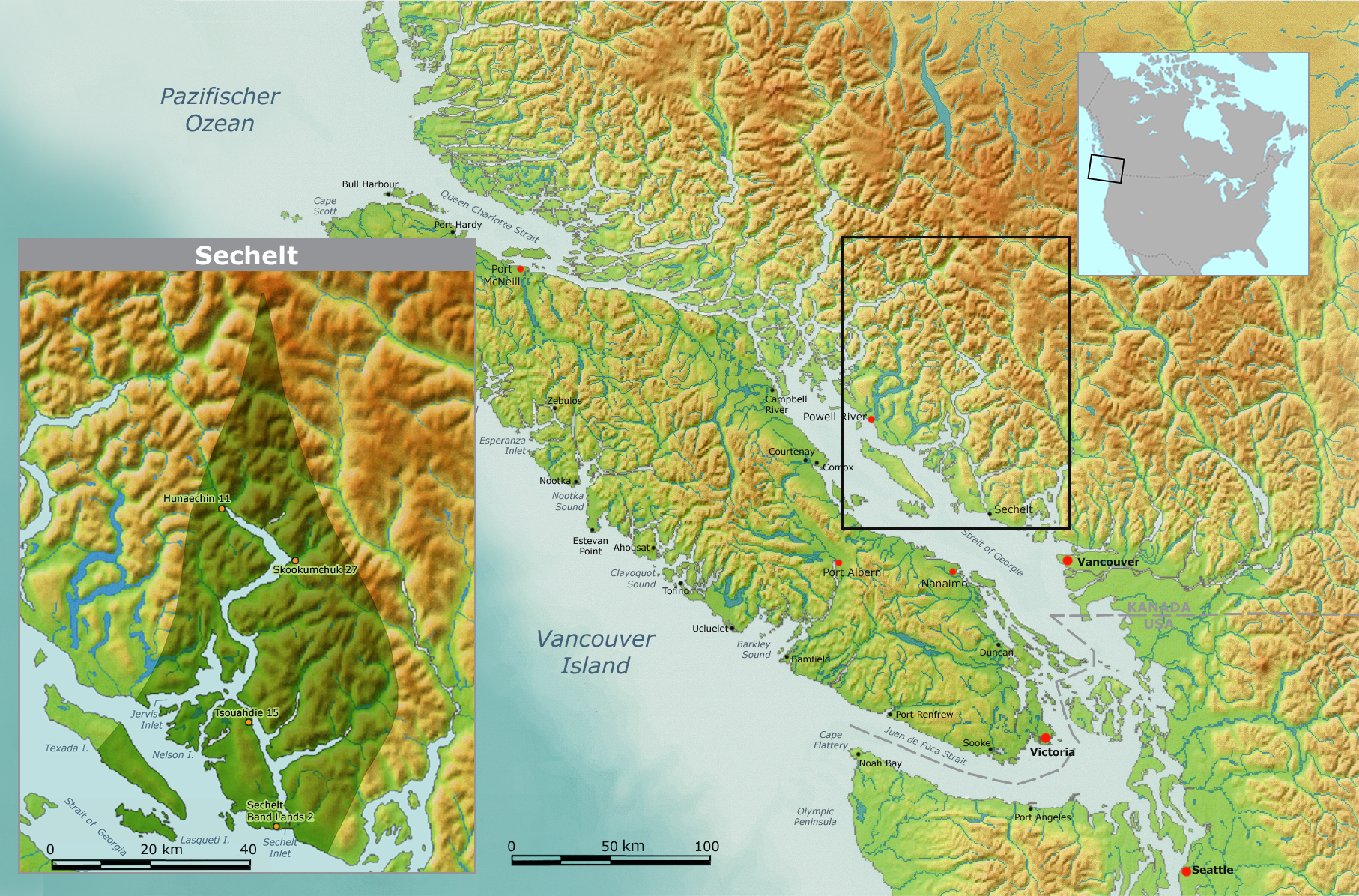
Mappa del territorio Sechelt

La lingua sechelt è una lingua facente parte della famiglia delle lingue salish, ed è parlata in Canada, nella regione della Columbia Britannica, a nord di Vancouver.

## Pericolo d'estinzione
Il sechelt, come la maggior parte delle lingue indigene d'America, è a grave rischio di estinzione linguistica, poiché come quasi tutte le lingue native, soffre del processo di deriva linguistica verso l'inglese, perciò bambini e giovani parlano quest'ultimo idioma a scapito di quelli tradizionali e quindi gli unici a parlare le lingue tradizionali sono solo gli anziani, o comunque persone sopra i 40 anni. Nel 2014 ancora 4 persone dichiararono di parlare il sechelt, mentre altri 34 dichiararono di comprenderla.
Per tentare di rivitalizzare la lingua, essa viene insegnata presso una scuola locale.